# Neretva
La Neretva (ou Narenta ; en croate Neretva, en bosnien et serbe Neretva/Неретва) est le principal fleuve d'Herzégovine et de Dalmatie et un des plus importants de Bosnie-Herzégovine. Les sources de la Neretva sont situées à 1 320 m d'altitude dans les Alpes dinariques près de Jabuka (Gacko) (80 km au sud de Sarajevo). Dans le haut de son cours, la Neretva est un des fleuves les plus froids du monde (avec une moyenne de 7-8 °C pendant les mois d'été), d'eaux extrêmement propres et une flore et une faune endémiques particulièrement délicates.

## Géographie et hydrologie
La longueur totale de la Neretva est de 230 km, dont 208 km en Bosnie-Herzégovine et 22 km en Croatie, dans le comitat de Dubrovnik-Neretva. En y incluant le bassin versant de la rivière Trebišnjica, qui, comme celui de la Neretva, se situe dans une région karstique, le bassin de la rivière s'étend sur une superficie totale de 10 380 km2, dont 10 110 km2 en Bosnie-Herzégovine et 280 km2 en Croatie ; en Bosnie-Herzégovine, 4 412 km2 du bassin se trouvent dans le canton d'Herzégovine-Neretva et 1 362 km2 dans le canton de l'Herzégovine de l'Ouest. Le débit moyen annuel de la rivière à Žitomislići en Bosnie-Herzégovine est de 233 m3 s−1 et de 341 m3 s−1 à son embouchure en Croatie.

### Sections

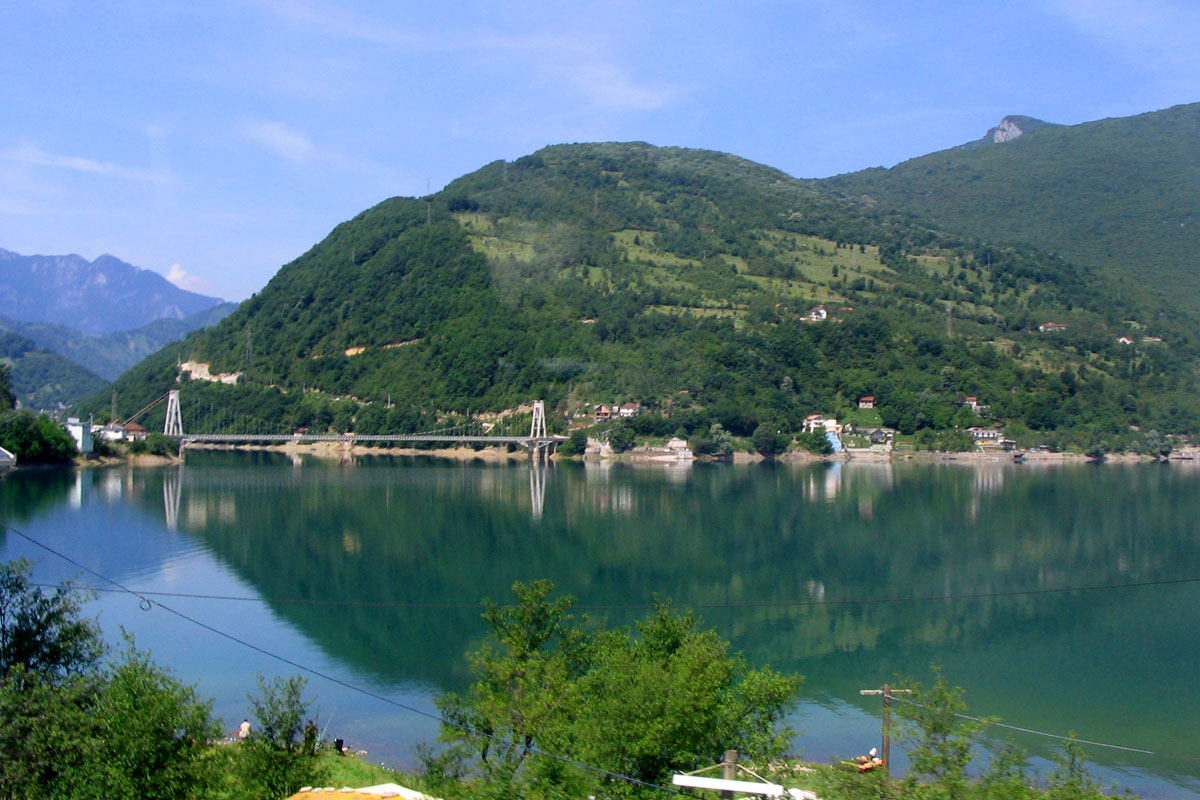
Le lac de Jablanica (Ostrožac)

Sur les plans géographique et hydrologique, la Neretva est constituée de trois ensembles. Sa source et son amont sont situés dans les Alpes dinariques, au pied des monts Zelengora et Lebršnik, et sous le pic du Gredelj, à une altitude de 1 227 m.
La première section de la rivière, de sa source à la ville de Konjic, est appelée la Haute Neretva (en) (en bosnien : Gornja Neretva) ; elle coule depuis le sud en direction du nord-nord-ouest, comme la plupart des cours d'eau de Bosnie-Herzégovine appartenant au bassin du Danube et, couvrant une superficie de 1 390 km2, elle s'écoule progressivement selon une pente de 1,2 %. Juste après Konjic, la Neretva coule se répand dans une large plaine fertile propice à l'agriculture. Le lac de Jablanica (Jablaničko jezero) se trouve dans cette section de la rivière, créé artificiellement en 1953 à la suite de la construction d'un barrage près de la ville éponyme de Jablanica.
La seconde section de la Neretva commence à la hauteur de sa confluence avec la rivière Rama, entre Konjic et Jablanica, où elle oriente sa course brutalement vers le sud. À partir de Jablanica, la rivière s'écoule dans le plus grand canyon de son parcours, entre les monts Prenj, Čvrsnica et Čabulja, avec des parois pouvant atteindre 800 à 1 200 m de hauteur. Dans cette section, trois nouveaux barrages ont été construits entre Jablanica et Mostar.
Dans la troisième partie de son cours, la Neretva atteint une région parfois appelée la « Californie de Bosnie-Herzégovine »[réf. nécessaire], la rivière y achève les 30 derniers kilomètres de son parcours en formant un delta alluvial, avant de se jeter dans la mer Adriatique près de Ploče en Croatie.

### Affluents
Les rivières Jezernica (également connue sous le nom de Tatinac), le Gornji Krupac, le Donji Krupac, la Ljuta (également connue sous le nom de Dindolka), la Jasenica, la Bjelimićka rijeka, la Slatinica, la Račica, la Rakitnica, la Konjička Ljuta, la Trešanica, la Neretvica, la Rama, la Doljanka, la Drežanka, la Grabovica, la Radobolja et le Trebižat sont des affluents droits de la Neretva, tandis que la Jezernica, la Živašnica (également connue sous le nom de Živanjski potok), la Ladjanica, le Župski Krupac, la Bukovica, la Šištica, la Konjička Bijela, l'Idbar, la Glogošnica, la Mostarska Bijela, la Buna, la Bregava et la Krupa se jettent dans la rivière sur sa gauche.

### Lacs
En dessous de Konjic, la Neretva forme le lac artificiel de Jablaničko (Jablaničko jezero), formé en 1953 après la construction du barrage hydroélectrique de Jablanica et devenu une destination de vacances populaire en Bosnie-Herzégovine.
- Lac d'Uloško (en), près d'Ulog
- Lac de Boračko (en), au pied du mont Prenj, vers Konjic
- Lac de Blatačko (en), au nord-est de Konjic

### Villes et villages

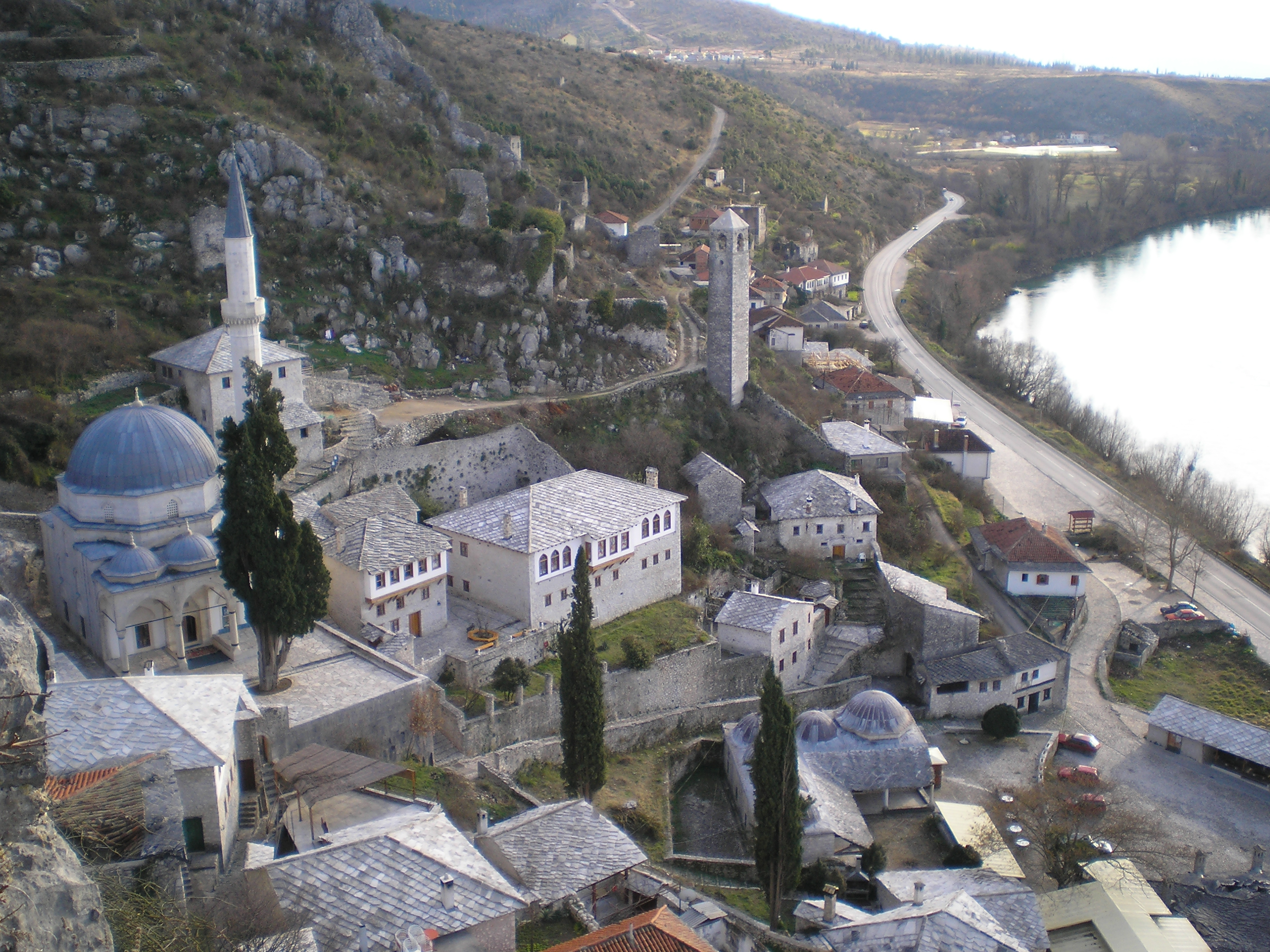
Počitelj

Les principales villes et les principaux villages situés sur les bords de la Neretva sont, en Bosnie-Herzégovine, Ulog, Glavatičevo, Konjic, Čelebići, Ostrožac, Jablanica, Grabovica, Drežnica, Bijelo Polje, Vrapčići, Mostar, la ville la plus peuplée située le long de la rivière, Buna, la ville historique de Blagaj, Žitomislići, le village historique de Počitelj, Tasovčići, Čapljina et Gabela. En Croatie, les localités les plus importantes situées sur la rivière sont Metković, Opuzen, Komin, Rogotin et Ploče.

### Peuplement
La présence de nombreuses tombes médiévales monumentales, stećci (Stećak), comme dans les cimetières de tombes médiévales stećci, au croisement des traditions valaques,, et bogomiles, atteste d'une culture régionale, non spécifique à l'Herzégovine, à la principauté de Hum ou de la Zachlumie du Haut Moyen-Âge. Voir histoire de la Bosnie-Herzégovine.
La Neretva prend sa source dans la municipalité de Gacko, dans la république serbe de Bosnie ; en 1991, cette municipalité comptait 10 788 habitants, dont 6 661 Serbes (61,74 %) et 3 858 Musulmans ou Bosniaques 35,76 % puis, en direction du nord-ouest, elle traverse la municipalité de Kalinovik qui, en 1991, comptait 4 667 habitants, dont 2 826 Serbes (51,31 %) et 1 716 Musulmans (36,76 %). En poursuivant sa course, la rivière entre dans la fédération de Bosnie-et-Herzégovine, où elle donne son nom au canton d'Herzégovine-Neretva. Elle coule d'abord dans la municipalité de Konjic, dont la population était de 43 878 habitants en 1991, avec une majorité de Musulmans (54,27 %) mais aussi de fortes minorités de Croates (26,23 %) et de Serbes (15,08 %) ; la population de la ville éponyme de Konjic, traversée par la rivière, était estimée à 8 356 habitants en 2009. La Neretva entre ensuite dans la municipalité de Jablanica, dont la population s'élevait à 12 691 habitants en 1991, dont 71,69 % de Musulmans et 18,05 % de Croates ; en 2009, la population de la ville était estimée à 6 455 habitants. Après avoir obliqué vers le sud, la Neretva passe dans la municipalité de Mostar qui, en 1991, comptait 126 628 habitants et se caractérisait pas un peuplement ethniquement mêlé : 34,63 % de Musulmans, 33,98 % de Croates et 18,83 de Serbes ; la ville elle-même, traversée par la rivière, comptait 75 865 habitants en 1991, avec une population estimée à 70 720 en 2009. La Neretva achève son parcours bosnien en traversant la municipalité de Čapljina, qui comptait 27 882 en 1991, avec une majorité de Croates (53,68 %) et de fortes minorités Musulmanes (27,51 %) et serbes (13,46 %) ; en 2009, la population de Čapljina était évaluée à 7 128 habitants.

## Environnement
La Neretva est l'un des derniers refuges de la truite à lèvres molles Salmo obtusirostris.
Deux autres variétés existent : Truite marbrée Salmo marmoratus et Salmo dentex (en).

## Économie
Le delta de la Neretva est essentiel à l'agriculture de la Dalmatie méridionale, puisqu'il constitue une des rares zones irriguées de la région.